# Campeonato Brasiliense de Futebol
O Campeonato Candango de Futebol, também conhecido como Campeonato Brasiliense, Campeonato Metropolitano e  apelidado de Candangão, é o torneio de futebol disputado no Distrito Federal brasileiro. O torneio classifica equipes para a série D do Campeonato Brasileiro, para a Copa do Brasil e para a Copa Verde. 
Pela proximidade geográfica, a Federação de Futebol do Distrito Federal permite que equipes do entorno do Distrito Federal participem da competição.

## História

### 1957-1959 - Surgimento dos primeiros clubes
O futebol do Distrito Federal surgiu inicialmente através de peladas. Funcionários das construtoras responsáveis pela construção de Brasília jogavam futebol para descontrair nos períodos de recreação. Foi construído um campo temporário na Vila Planalto, aonde ficava o acampamento da maioria das construtoras devido a sua proximidade com as obras. Esse campo mais tarde se tornaria o Estádio Ciro Machado do Espírito Santo.
Cada construtora organizava seu próprio time para as disputas amistosas, essas disputa deu origem ao Campeonato Brasiliense de 1959. O primeiro clube a surgir foi o Rabello Futebol Clube, da Construtora Rabello, responsável pela construção do Palácio da Alvorada, a Rodoviária de Brasília, o Supremo Tribunal Federal, a Catedral de Brasília, o Teatro Nacional de Brasília e a Universidade de Brasília. que surgiu em 17 de agosto de 1957.
Entre os clubes que surgiram através de construtoras estavam também o Central Clube Nacional de Brasília, ligado a Companhia Construtora Nacional. O Esporte Clube Planalto, ligado a Construtora Planalto Ltda., responsável pela construção da Barragem do Paranoá, teve seu primeiro estádio próprio, no Acampamento Tamboril, que tinha capacidade para 700 pessoas.
Outros clubes que surgiram de construtoras foram Pederneiras Esporte Clube, da Companhia Construtora Pederneiras S.A., o Coenge Futebol Clube, da Coenge S.A. Construções e Engenharia, o Sociedade Esportiva Serveng Civilsan, da Civilsan Engenharia Civil e Sanitária S.A., o ECRA Futebol Clube, da Construtora ECRA Limitada, o Cavalcante Junqueira Futebol Clube, da Cavalcante Junqueira S.A., o Consispa, da Construtora de Imóveis de São Paulo, a Associação Atlética Kosmos, da Kosmos Engenharia S.A., o Esporte Clube Ribeiro, da  Construtora Ribeiro Ltda e a Pacheco Fernandes Dantas Futebol Clube, da Pacheco Fernandes Dantas, além da EBE, da Empresa Brasiliense de Engenharia.
Também surgiram clubes de empresas, associações e departamentos, como a equipe composta pelo Departamento de Força e Luz, chamada Defelê por uma abreviação do nome do departamento.
Ao mesmo tempo em que o futebol surgia em Brasília, surgiram clubes de outras localidades, como na Cidade Livre, Guará e Gama. Nesse sentido surgiu o Clube de Regatas Guará e o Grêmio Esportivo Brasiliense.
Em 16 de março de 1959 é fundado a Federação Desportiva de Brasília, sendo considerados membros fundadores Clube de Regatas Guará, Esporte Clube Planalto, Central Clube Nacional de Brasília, Rabello Futebol Clube, Pacheco Fernandes Dantas Futebol Clube, ASSIBAN, Associação Atlética Brasília, Novo Horizonte Atlético Clube, Expansão Futebol Clube, Associação Esportiva EBE, Paranoá Clube e o Iate Clube de Brasília.
Na segunda reunião, se filiaram Esporte Clube Brasília, Grêmio Esportivo Brasiliense, Esporte Clube Radium, Associação Atlética Bancária, JK Futebol Clube, Fundação da Casa Popular Futebol Clube, Brasil Esporte Clube, Associação Atlética Kosmos, Associação Atlética Brasília Palace e CAPFESP Futebol Clube.
Até 2019, o Clube de Regatas Guará era o time mais antigo do Distrito Federal em atividade, fundado em 1957. Atualmente esse título se dá ao Planaltina Esporte Clube, fundado em 1963. Grêmio Esportivo Brasiliense (1959) e Associação Portuguesa de Brasília (1962) hoje são apenas um clube social. Contando as equipes do entorno, a Associação Atlética Luziânia é de 1926 e disputava competições anteriores a fundação de Brasília.

### 1959-1969 - Início amador, rivalidade entre Defelê e Rabello e tentativa de profissionalização
No início do futebol do Distrito Federal, os primeiros clubes e as primeiras competições realizadas no Distrito Federal não eram profissionais, porém análogas ao profissionalismo. Jogadores não recebiam pelo fato de jogarem futebol, mas pelo fato de serem funcionários das empresas e construtoras donas do time. A primeira competição oficial de futebol no DF foi o Torneio Início Bernardo Sayão, em maio de 1959. Participaram da competição 19 equipes, e os jogos foram realizados no Estádio Israel Pinheiro, que era de propriedade do CR Guará. O Próprio Guará foi o vencedor da competição.
Em junho foi realizado o Troféu Israel Pinheiro, com jogos no recém inaugurado Estádio Duílio Costa, de propriedade do Esporte Clube Planalto, que não participou da competição. Na decisão, vitória do Central Clube Nacional de Brasília por 2x1 em cima do ECRA Futebol Clube.
No mês seguinte realizou-se o Troféu Danton Jobim, tendo o Esporte Clube Ribeiro como campeão. Com o sucesso das duas competições a federação resolveu criar um Campeonato Estadual nos moldes do que era realizado em outros estados. Como essas duas competições anteriores, as equipes eram muito concentradas em Brasília (apesar de um ou outro time serem de fora), a ideia era chamar equipes de outras localidades, como Taguatinga, Gama, Guará e Cidade Livre.
A primeira edição oficial do Campeonato Metropolitano de Futebol realizou-se em 1959, foi muito tumultuada. Diversos clubes, sem estrutura necessária, desistiram da competição no meio e jamais voltaram a disputar uma competição oficial novamente. O nome de Campeonato Metropolitano de Futebol, remete a como também era chamado o Campeonato Carioca na época em a Cidade do Rio de Janeiro era a Capital e o Distrito Federal. A ideia é que a competição era voltada a Capital e região metropolitana. O título acabou ficando com o Grêmio Esportivo Brasiliense, da Cidade Livre.
Após a inauguração de Brasília, no dia 3 de maio de 1960, o CR Guará enfrentou o Esporte Clube Ribeiro, na partida que é considerada a primeira após a inauguração de Brasília. O Guará venceu a partida por 3x2.
Entre 1960 e 1964, o campeonato começa a se estabilizar. Muitos clubes com estrutura amadora, não resistiram e desapareceram. Nesse período, clubes tradicionais começam a se destacar. o Defelê surge no Campeonato Brasiliense de 1960 e é campeão em seu primeiro ano. O Rabello nesse mesmo ano foi campeão da Taça Governador Roberto Silveira. E a imprensa começou a apontar os dois clubes como os mais fortes no Distrito Federal. Surgiu assim a primeira rivalidade entre clubes da Capital, o Clássico Vovô da Capital Federal.
Entre 1964 e 1966, houve a primeira tentativa de profissionalização do Campeonato Brasiliense. Nesse período, dois campeonatos foram realizados, um amador e um profissional. Muitos times perderam espaço por causa disso, e acabaram criando uma segunda competição, o Departamento Autônomo da Federação Desportiva de Brasília, com clubes independentes, porém com boa estrutura, como foi o Associação Esportiva Carioca, o Unidos de Sobradinho e o Coenge.
No Departamento Autônomo surge outro clássico, entre Flamengo Atlético Clube e Associação Atlética Asa Norte, ambos os clubes da Asa Norte. Com o Campeonato Brasiliense voltando a ser amador em 1967, muitos desses clubes que tinham deixado retornam a competição.
O Defelê foi extinto em 1970 após ficar na última colocação, o Grêmio Esportivo Brasiliense também teve seu último campeonato em 1970. O Rabello aguentou mais um ano, mas foi extinto em 1971.

### O Distrito Federal começa a ganhar destaque nacional no futebol
Durante a primeira década do Distrito Federal, houve muitas partidas interestaduais entre times do Distrito Federal e de outros estados. Em 1960 o CR Guará enfrentou o Araguari Atlético Clube, um mês antes da inauguração de Brasília, no Estádio Israel Pinheiro.
Em 19 de maio de 1960 acontece o primeiro amistoso com equipes de fora depois da inauguração. O Esporte Clube Ribeiro foi até Goiânia enfrentar o Goiânia Esporte Clube no Estádio Pedro Ludovico. Foi goleado por 8 a 2.
Em 17 de setembro de 1961, o CR Guará enfrentou o Botafogo de Futebol e Regatas em seu estádio e foi goleado por 6x0. Nilton Santos estava na equipe.
Porém o auge do futebol candango viria no dia 25 de maio de 1967, quando o Santos de Pelé veio jogar uma partida contra a Seleção de Brasília de Futebol no Estádio Municipal de Brasília, que se tornou Estádio Pelezão por causa dessa partida.

### 1970-1975 - Estabilização e Participação do CEUB no Campeonato Brasileiro
Com o fim do Defelê em 1970 e o Rabello em 1971, no começo da década de 1970, nenhuma equipe ganhou protagonismo, tanto que nos cinco primeiros anos da década houve cinco campeões diferentes (Colombo, Serviço Gráfico, CEUB, Pioneira e Campineira).
Em 1973 surge o Centro de Ensino Unificado de Brasília Esporte Clube, time formado por alunos e funcionários do Centro de Ensino Unificado de Brasília conhecido como CEUB. O clube foi campeão do Campeonato Brasiliense daquele ano. Com isso foi convidado pela CBD para disputar o campeonato brasileiro daquele ano. Com isso a equipe se tornou a primeira equipe do Distrito Federal a disputar a divisão principal do campeonato nacional.
Em 1975 há o primeiro confronto entre duas equipes universitárias profissionais no país, com o confronto do CEUB Esporte Clube, ligado ao CEUB, e o CSU, ligada a Universidade de Brasília.

### 1976-1986 - Profissionalização definitiva
Em 1976, o futebol candango se profissionalizou de vez. A partir daí, começaram a surgir as equipes que atualmente disputam o campeonato atualmente. Brasília, Gama e Taguatinga disputam o campeonato pela primeira vez em 1976. Nesse ano o CEUB foi extinto.
É o início do surgimento de clubes sem afiliações a empresas ou construtoras. O Grêmio Esportivo Brasiliense disputa sua última edição em 1977. O Taguatinga por exemplo, que era ligado a Viação Pioneira e tinha o nome de Pioneira Futebol Clube, passa a adotar o nome e as cores utilizadas atualmente.
Em 1978 o Campineira Futebol Clube passa a adotar o nome atual de Sobradinho Esporte Clube. O Luziânia Esporte Clube (atual Associação Atlética Luziânia), disputou oficialmente o Campeonato Brasiliense de 1973, em sua terceira edição da competição, e outras competições não oficiais no Distrito Federal na década de 1970, antes de se transferir para o Campeonato Goiano de Futebol, retornando ao DF em 1996. O clube é considerado a primeira equipe do Entorno do Distrito Federal a disputar a competição.
Em 1979, o time amador Dom Bosco Esporte Clube se profissionaliza e passa a se chamar Ceilândia Esporte Clube.
O Sobradinho foi campeão duas vezes seguidas,  nos anos de 1985 e 1986. Em ambas as oportunidades, o Taguatinga ficou em segundo e o Brasília ficou em terceiro.

### 1987-1997 - Auge e declínio de duas equipes tradicionais
Nesse período, duas equipes chegaram ao seu ápice, e pouco tempo depois, desapareceram.
O Grêmio Esportivo Tiradentes conquista o título de 1988, chegando a participar da Copa do Brasil de 1989 e da Série B do Campeonato Brasileiro de 1994. Porém entra em crise logo depois, mudando de nome para Flamengo Tiradentes e desaparecendo em 1996. Volta em 2000, mas desaparece novamente no ano seguinte.
O Taguatinga, que já tinha sido campeão em 1981 e voltou a ganhar o título em 1989, conquista o  tricampeonato de 1991 a 1993. Foi o auge de um dos mais tradicionais times do Distrito Federal. Porém após esse auge, o clube é rebaixado em 1996 e desaparece em 1999.
O Guará, atualmente sem atividades no futebol profissional do Distrito Federal, conquistou seu primeiro título no Campeonato Brasiliense de 1996. Eles sempre bateram na trave ficando 8 vezes em segundo e 11 vezes em terceiro.
O Gama ganhou o Bicampeonato em 1994 e 1995 e foi vice-campeão em 1996.

### 1997-2009 - Surgimento do Brasiliense e rivalidade com o Gama
Com o desaparecimento de Taguatinga e Tiradentes e a crise no Brasília, Gama se tornou absoluto na competição. O clube conquistou todos os títulos entre os anos de 1997 a 2001, se tornado assim o maior ganhador do Campeonato Brasiliense.
Nessa época, muitas equipes surgiram. Algumas não vingaram e desapareceram nos anos posteriores, como por exemplo o Sociedade Esportiva Itapuã e o Planaltinense Atlético Clube. Outros clubes porém, se tornaram muito tradicionais no futebol local. Nesse sentido, surgiram Grêmio Esportivo Brazlândia, o ARUC, o Esporte Clube Dom Pedro Bandeirante e o Clube de Futebol do Zico (CFZ).
Muitas equipes do entorno também resolveram se filiar a FFDF, como o Bosque Formosa Esporte Clube, a Sociedade Esportiva Planaltina, o União de Paracatu, o Clube Atlético Cristalinense e o Grêmio Esportivo Valparaíso.
Porém, a principal equipe que surge nesse período foi o Brasiliense Futebol Clube, e teve um início que surpreendeu a todos. Formado após Luiz Estevão adquirir o Atlântida Esporte Clube, o clube logo despontou no cenário nacional, sendo Vice-Campeão da Copa do Brasil, Campeão das séries B e C do Campeonato Brasileiro, hexacampeão Brasiliense e chegando a disputar a Série A do Campeonato Brasileiro.
Brasiliense e Gama passaram a disputar o principal clássico atualmente no Distrito Federal, o Clássico Verde-Amarelo.

### 2010-2016 - Primeiro Título de Um Time do Entorno
Em 2010 o Ceilândia quebra a hegemonia do Brasiliense. Ele voltaria a ser campeão em 2012. O Brasiliense ganha o título em 2011 e 2013.
Em 2014 o Luziânia ganha o título e se torna a primeira equipe do entorno a ganhar o título. Em 2015, após um jejum de doze anos, o Gama consegue o título após bater o Brasília duas vezes na final. Com isso o Brasília fica com uma sequencia de três vices campeonatos seguidos, perdendo o título para o Brasiliense, Luziânia e o próprio Gama. Em 2016, novamente o Luziânia é campeão em cima do Ceilândia na final.

### 2013-2020 - Proibição da Filiação de Novos Clubes e Rebaixamento do Brasília
Em 2013 o Unaí Esporte Clube se transfere para Paracatu e muda de nome para Paracatu Futebol Clube. O clube retorna a sua cidade de origem em 2020.
A Copa Verde é criada em 2014, e logo no primeiro ano da competição, o Brasília foi a primeira equipe do Distrito Federal a conquistar a Copa Verde.
Em 2015 há uma discussão para o retorno de algumas equipes que estavam inativas e a recriação da terceira divisão estadual, porém essa discussão é judicializada. Na decisão final, foram suspensos por cinco anos, porém prorrogáveis, a inscrição de novos clubes na FFDF, e consequentemente, a entrada de novos times no Campeonato Candango. Também foi extinta a terceira divisão.
Planaltina Esporte Clube conseguiu autorização para retornar, disputando a segunda divisão em 2015., ARUC ganhou na justiça o direito de participar da segundona, porém não conseguiu refiliação, o clube negocia desde então o retorno, chegando a disputar o Campeonato Candango de Juniores de 2019., porém a liminar foi cassada logo depois. O Clube Atlético Bandeirante se transfere para Taguatinga. Era esperado o retorno do Taguatinga Esporte Clube, porém o clube adota o nome de Clube Atlético Taguatinga..
Essa suspensão impediu a inscrição de equipes que planejavam se filiar. Guará Esporte Clube, nova equipe do Guará, tenta a filiação na justiça, sem sucesso. Havia também a possibilidade do retorno do Grêmio Esportivo Valparaíso.
Em 2016, o político Luis Felipe Belmonte, que foi líder no Aliança pelo Brasil e marido de Paula Belmonte, vende o Brasília Futebol Clube e resolve comprar o Esporte Clube Dom Pedro Bandeirante, mudando o nome da equipe para Real Futebol Clube. Em 2017, o Brasília acabou sendo rebaixado após uma péssima campanha na Elite com apenas 7 pontos em 11 jogos, obtendo 2 vitórias, 1 empate e 8 derrotas, além da pior defesa do campeonato: 26 gols sofridos. O clube permanece na Segunda Divisão do Campeonato Candango desde então.
Também em 2016, Luiza Estevão assume a função de diretor do Brasiliense. Em sua gestão, depois de ficar três anos sem ganhar títulos, o Brasiliense enfim foi campeão do Campeonato Candango de 2017, ao derrotar o Ceilândia Esporte Clube por 3 x 2 no Estádio Mané Garrincha. Com a conquista do Eneacampeonato Candango, o Brasiliense conquistou a vaga para a Copa do Brasil 2018, Copa Verde 2018 e Série D do Campeonato Brasileiro 2018.
Em 2018 ocorre a fusão entre Clube Atlético Taguatinga e Taguatinga Esporte Clube, garantindo o retorno do pentacampeão Brasiliense.
Em 2019, o Clube de Regatas Guará, atolado em dívidas, é desfiliado após três anos de inatividade. O Gama é campeão invicto ao derrotar o rival Brasiliense por 5 a 3 no agregado (3x1 e 2x2), com 14 vitórias e 3 empates em 17 jogos. O Bolamense é acusado não dar a mínima estrutura para seus atletas e com campanha pífia é rebaixado à Segunda Divisão de 2020
Em 2020 o Real passa a se chamar Real Brasília Futebol Clube. O clube arrenda o Estádio do Defelê. O ano também marca o retorno do ARUC, que não disputava competições profissionais desde 2005. O clube estava há cinco anos negociando o seu retorno ao campeonato. Em 2015 a FFDF suspendeu as novas filiações de clubes por cinco anos, prazo terminado nesse ano de 2020. O clube disputaria a Segunda Divisão de 2020, porém desistiu.

### 2021-2024 - Título inédito do Real Brasília
Após a desistência da segunda divisão no ano anterior, em 2021 o Real Brasília consegue retornar à elite do campeonato, porém foi rebaixado. Em 2022, disputou a segunda divisão, na qual ficou com o vice-campeonato. Agora em 2023, retorna a divisão novamente fazendo uma boa campanha e conquistou o título inédito ao derrotar o Brasiliense nos pênaltis, garantindo uma vaga inédita na Copa do Brasil de Futebol de 2024, além da Série D do ano seguinte.
No ano de 2022 o Brasília retorna a primeira divisão do campeonato mas em 2023 amargou mais um rebaixamento terminando a competição com apenas 7 pontos ganhos.

## Campeões

### Início Amador Pré Profissionalização
| Edição | Ano  | Campeão                                     | Vice-campeão                            | Terceiro colocado                                          | Quarto colocado                         |
| ------ | ---- | ------------------------------------------- | --------------------------------------- | ---------------------------------------------------------- | --------------------------------------- |
| 1ª     | 1959 | Grêmio Brasiliense (Núcleo Bandeirante) (1) | Planalto (Gama)                         | Guará (Guará) EBE (Brasília)                               | IPASE (Brasília)                        |
| 2.ª    | 1960 | Defelê (Brasília) (1)                       | Guará (Guará) Planalto (Gama)           | Grêmio Brasiliense (Núcleo Bandeirante) Rabello (Brasília) | Alvorada (Brasília)                     |
| 3.ª    | 1961 | Defelê (Brasília) (2)                       | Rabello (Brasília)                      | Guará (Guará)                                              | Planalto (Gama)                         |
| 4.ª    | 1962 | Defelê (Brasília) (3)                       | Colombo (Núcleo Bandeirante)            | Rabello (Brasília)                                         | Guará (Guará)                           |
| 5.ª    | 1963 | Cruzeiro do Sul (Cruzeiro) (1)              | Rabello (Brasília)                      | Nacional (Brasília)                                        | Defelê (Brasília)                       |
| 6.ª    | 1964 | Guanabara (Brasília) (1)                    | Dínamo (Brasília)                       | Nacional (Brasília)                                        | Cruzeiro do Sul (Cruzeiro)              |
| 6.ª    | 1964 | Rabello (Brasília) (1)                      | Defelê (Brasília                        | Colombo (Núcleo Bandeirante)                               | Luziânia EC (Luziânia)                  |
| 7.ª    | 1965 | Pederneiras (Brasília) (1)                  | Guanabara (Brasília)                    | Grêmio Brasiliense (Núcleo Bandeirante)                    | —                                       |
| 7.ª    | 1965 | Rabello (Brasília) (2)                      | Colombo (Núcleo Bandeirante)            | Guará (Guará)                                              | —                                       |
| 8.ª    | 1966 | Guanabara (Brasília) (2)                    | Vila Matias (Taguatinga)                | Grêmio Brasiliense (Núcleo Bandeirante)                    | —                                       |
| 8.ª    | 1966 | Rabello (Brasília) (3)                      | Luziânia (Luziânia-GO)                  | Colombo (Núcleo Bandeirante)                               | Defelê (Brasília)                       |
| 9.ª    | 1967 | Rabello (Brasília) (4)                      | Cruzeiro do Sul (Cruzeiro)              | Defelê (Brasília)                                          | Colombo (Núcleo Bandeirante)            |
| 10.ª   | 1968 | Defelê (Brasília) (4)                       | Rabello (Brasília)                      | Guará (Guará)                                              | —                                       |
| 11.ª   | 1969 | Coenge (Gama) (1)                           | Grêmio Brasiliense (Núcleo Bandeirante) | Mariana (Gama)                                             | —                                       |
| 12.ª   | 1970 | Grêmio Brasiliense (Núcleo Bandeirante) (2) | Civilsan (Brasília)                     | Serviço Gráfico (Brasília)                                 | Planalto (Gama)                         |
| 13.ª   | 1971 | Colombo (Núcleo Bandeirante) (1)            | Serviço Gráfico (Brasília)              | CEUB (Brasília)                                            | Grêmio Brasiliense (Núcleo Bandeirante) |
| 14.ª   | 1972 | Serviço Gráfico (Brasília) (1)              | CEUB (Brasília)                         | Colombo (Núcleo Bandeirante)                               | Piloto (Brasília)                       |
| 15.ª   | 1973 | CEUB (Brasília) (1)                         | Relações Exteriores (Brasília)          | Atlético Brazlândia (Brazlândia)                           | Unidos de Sobradinho (Sobradinho)       |
| 16.ª   | 1974 | Pioneira (Taguatinga) (1)                   | Jaguar (Núcleo Bandeirante)             | CEUB (Brasília)                                            | Humaitá (Guará)                         |
| 17.ª   | 1975 | Campineira (Brasília) (1)                   | CSU (Brasília)                          | Relações Exteriores (Brasília)                             | Canarinho (Taguatinga)                  |

### Profissionalização Definitiva
| Edição | Ano  | Campeão                        | Vice-campeão                     | Terceiro colocado                       | Quarto colocado                            |
| ------ | ---- | ------------------------------ | -------------------------------- | --------------------------------------- | ------------------------------------------ |
| 18.ª   | 1976 | Brasília (Brasília) (1)        | Guará (Guará)                    | Grêmio Brasiliense (Núcleo Bandeirante) | Taguatinga (Taguatinga)                    |
| 19.ª   | 1977 | Brasília (Brasília) (2)        | Bandeirante (Núcleo Bandeirante) | Taguatinga (Taguatinga)                 | Canarinho (Taguatinga)                     |
| 20.ª   | 1978 | Brasília (Brasília) (3)        | Taguatinga (Taguatinga)          | Guará (Guará)                           | Gama (Gama)                                |
| 21.ª   | 1979 | Gama (Gama) (1)                | Brasília (Brasília)              | Guará (Guará)                           | Taguatinga (Taguatinga)                    |
| 22.ª   | 1980 | Brasília (Brasília) (4)        | Gama (Gama)                      | Guará (Guará)                           | Sobradinho (Sobradinho)                    |
| 23.ª   | 1981 | Taguatinga (Taguatinga) (1)    | Guará (Guará)                    | Brasília (Brasília)                     | —                                          |
| 24.ª   | 1982 | Brasília (Brasília) (5)        | Guará (Guará)                    | Tiradentes (Ceilândia)                  | Taguatinga (Taguatinga)                    |
| 25.ª   | 1983 | Brasília (Brasília) (6)        | Guará (Guará)                    | Taguatinga (Taguatinga)                 | Tiradentes (Ceilândia)                     |
| 26.ª   | 1984 | Brasília (Brasília) (7)        | Sobradinho (Sobradinho)          | Taguatinga (Taguatinga)                 | Guará (Guará)                              |
| 27.ª   | 1985 | Sobradinho (Sobradinho) (1)    | Taguatinga (Taguatinga)          | Brasília (Brasília)                     | Tiradentes (Ceilândia)                     |
| 28.ª   | 1986 | Sobradinho (Sobradinho) (2)    | Taguatinga (Taguatinga)          | Brasília (Brasília)                     | Tiradentes (Ceilândia)                     |
| 29.ª   | 1987 | Brasília (Brasília) (8)        | Taguatinga (Taguatinga)          | Guará (Guará)                           | Tiradentes (Ceilândia)                     |
| 30.ª   | 1988 | Tiradentes (Ceilândia) (1)     | Guará (Guará)                    | Taguatinga (Taguatinga)                 | Gama (Gama)                                |
| 31.ª   | 1989 | Taguatinga (Taguatinga) (2)    | Sobradinho (Sobradinho)          | Ceilândia (Ceilândia)                   | Tiradentes (Ceilândia)                     |
| 32.ª   | 1990 | Gama (Gama) (2)                | Taguatinga (Taguatinga)          | Guará (Guará)                           | Tiradentes (Ceilândia)                     |
| 33.ª   | 1991 | Taguatinga (Taguatinga) (3)    | Guará (Guará)                    | Tiradentes (Ceilândia)                  | —                                          |
| 34.ª   | 1992 | Taguatinga (Taguatinga) (4)    | Tiradentes (Ceilândia)           | Brasília (Brasília)                     | —                                          |
| 35.ª   | 1993 | Taguatinga (Taguatinga) (5)    | Gama (Gama)                      | Guará (Guará)                           | Tiradentes (Ceilândia)                     |
| 36.ª   | 1994 | Gama (Gama) (3)                | Sobradinho (Sobradinho)          | Brasília (Brasília)                     | Samambaia (Samambaia)                      |
| 37.ª   | 1995 | Gama (Gama) (4)                | Brasília (Brasília)              | Guará (Guará)                           | Planaltina (Planaltina)                    |
| 38.ª   | 1996 | Guará (Guará) (1)              | Gama (Gama)                      | Sobradinho (Sobradinho)                 | Luziânia (Luziânia-GO)                     |
| 39.ª   | 1997 | Gama (Gama) (5)                | Brasília (Brasília)              | Sobradinho (Sobradinho)                 | Planaltina (Planaltina)                    |
| 40.ª   | 1998 | Gama (Gama) (6)                | Guará (Guará)                    | Taguatinga (Taguatinga)                 | Ceilandense (Ceilândia)                    |
| 41.ª   | 1999 | Gama (Gama) (7)                | Dom Pedro II (Guará)             | Luziânia (Luziânia-GO)                  | Guará (Guará)                              |
| 42.ª   | 2000 | Gama (Gama) (8)                | Bandeirante (Núcleo Bandeirante) | Brasília (Brasília)                     | Dom Pedro II (Guará)                       |
| 43.ª   | 2001 | Gama (Gama) (9)                | Brasiliense (Taguatinga)         | Brazlândia (Brazlândia)                 | Bandeirante (Núcleo Bandeirante)           |
| 44.ª   | 2002 | CFZ de Brasília (Brasília) (1) | Gama (Gama)                      | Brasiliense (Taguatinga)                | Bandeirante (Núcleo Bandeirante)           |
| 45.ª   | 2003 | Gama (Gama) (10)               | Brasiliense (Taguatinga)         | CFZ de Brasília (Brasília)              | Luziânia (Luziânia-GO)                     |
| 46.ª   | 2004 | Brasiliense (Taguatinga) (1)   | CFZ de Brasília (Brasília)       | Gama (Gama)                             | Ceilândia (Ceilândia)                      |
| 47.ª   | 2005 | Brasiliense (Taguatinga) (2)   | Ceilândia (Ceilândia)            | Paranoá (Paranoá)                       | Gama (Gama)                                |
| 48.ª   | 2006 | Brasiliense (Taguatinga) (3)   | Gama (Gama)                      | Luziânia (Luziânia-GO)                  | Ceilândia (Ceilândia)                      |
| 49.ª   | 2007 | Brasiliense (Taguatinga) (4)   | Esportivo Guará (Guará)          | Ceilândia (Ceilândia)                   | Gama (Gama)                                |
| 50.ª   | 2008 | Brasiliense (Taguatinga) (5)   | Dom Pedro II (Guará)             | Ceilândia (Ceilândia)                   | Gama (Gama)                                |
| 51.ª   | 2009 | Brasiliense (Taguatinga) (6)   | Brasília (Brasília)              | Gama (Gama)                             | Dom Pedro Bandeirante (Núcleo Bandeirante) |
| 52.ª   | 2010 | Ceilândia (Ceilândia) (1)      | Brasiliense (Taguatinga)         | Botafogo-DF (Guará)                     | Ceilandense (Ceilândia)                    |
| 53.ª   | 2011 | Brasiliense (Taguatinga) (7)   | Gama (Gama)                      | Formosa (Formosa-GO)                    | Botafogo-DF (Guará)                        |
| 54.ª   | 2012 | Ceilândia (Ceilândia) (2)      | Luziânia (Luziânia-GO)           | Sobradinho (Sobradinho)                 | Brasiliense (Taguatinga)                   |
| 55.ª   | 2013 | Brasiliense (Taguatinga) (8)   | Brasília (Brasília)              | Ceilândia (Ceilândia)                   | Gama (Gama)                                |
| 56.ª   | 2014 | Luziânia (Luziânia-GO) (1)     | Brasília (Brasília)              | Brasiliense (Taguatinga)                | Sobradinho (Sobradinho)                    |
| 57.ª   | 2015 | Gama (Gama) (11)               | Brasília (Brasília)              | Brasiliense (Taguatinga)                | Luziânia (Luziânia-GO)                     |
| 58.ª   | 2016 | Luziânia (Luziânia-GO) (2)     | Ceilândia (Ceilândia)            | Brasiliense (Taguatinga)                | Gama (Gama)                                |
| 59.ª   | 2017 | Brasiliense (Taguatinga) (9)   | Ceilândia (Ceilândia)            | Sobradinho (Sobradinho)                 | Paracatu (Paracatu-MG)                     |
| 60.ª   | 2018 | Sobradinho (Sobradinho) (3)    | Brasiliense (Taguatinga)         | Ceilândia (Ceilândia)                   | Luziânia (Luziânia-GO)                     |
| 61.ª   | 2019 | Gama (Gama) (12)               | Brasiliense (Taguatinga)         | Paracatu (Paracatu-MG)                  | Real Brasília (Brasília)                   |
| 62.ª   | 2020 | Gama (Gama) (13)               | Brasiliense (Taguatinga)         | Real Brasília (Brasília)                | Formosa (Formosa-GO)                       |
| 63.ª   | 2021 | Brasiliense (Taguatinga) (10)  | Ceilândia (Ceilândia)            | Gama (Gama)                             | Luziânia (Luziânia-GO)                     |
| 64.ª   | 2022 | Brasiliense (Taguatinga) (11)  | Ceilândia (Ceilândia)            | Capital-DF (Paranoá)                    | Gama (Gama)                                |
| 65.ª   | 2023 | Real Brasília (Brasília) (1)   | Brasiliense (Taguatinga)         | Capital-DF (Paranoá)                    | Paranoá (Paranoá)                          |
| 66.ª   | 2024 | Ceilândia (Ceilândia) (3)      | Capital-DF (Paranoá)             | Gama (Gama)                             | Brasiliense (Taguatinga)                   |
| 67.ª   | 2025 | Gama (Gama) (14)               | Capital-DF (Paranoá)             | Brasiliense (Taguatinga)                | Ceilândia (Ceilândia)                      |

## Títulos

### Por Clube
Em itálico os clubes extintos.
| Clube                                   | Campeão | Anos dos Títulos                                                                   | Vice | Anos dos Vices                                        |
| --------------------------------------- | ------- | ---------------------------------------------------------------------------------- | ---- | ----------------------------------------------------- |
| Gama (Gama)                             | 14      | 1979, 1990, 1994, 1995, 1997, 1998, 1999, 2000, 2001, 2003, 2015, 2019, 2020, 2025 | 6    | 1980, 1993, 1996, 2002, 2006, 2011                    |
| Brasiliense (Taguatinga)                | 11      | 2004, 2005, 2006, 2007, 2008, 2009, 2011, 2013, 2017, 2021, 2022                   | 7    | 2001, 2003, 2010, 2018, 2019, 2020, 2023              |
| Brasília (Brasília)                     | 8       | 1976, 1977, 1978, 1980, 1982, 1983, 1984, 1987                                     | 7    | 1979, 1995, 1997, 2009, 2013, 2014, 2015              |
| Taguatinga (Taguatinga)                 | 7       | 1971, 1974, 1981, 1989, 1991, 1992, 1993                                           | 9    | 1962, 1965, 1977, 1978, 1985, 1986, 1987, 1990 e 2000 |
| Sobradinho (Sobradinho)                 | 4       | 1975, 1985, 1986, 2018                                                             | 3    | 1984, 1989, 1994                                      |
| Rabello (Brasília)                      | 4       | 1964, 1965, 1966, 1967                                                             | 3    | 1961, 1963, 1968                                      |
| Defelê (Brasília)                       | 4       | 1960, 1961, 1962, 1968                                                             | 1    | 1964                                                  |
| Ceilândia (Ceilândia)                   | 3       | 2010, 2012, 2024                                                                   | 5    | 2005, 2016, 2017, 2021, 2022                          |
| Luziânia (Luziânia)                     | 2       | 2014, 2016                                                                         | 2    | 1966, 2012                                            |
| Grêmio Brasiliense (Núcleo Bandeirante) | 2       | 1959, 1970                                                                         | 1    | 1969                                                  |
| Guanabara (Brasília)                    | 2       | 1964, 1966                                                                         | 1    | 1965                                                  |
| Guará (Guará)                           | 1       | 1996                                                                               | 8    | 1960, 1976, 1981, 1982, 1983, 1988, 1991, 1998        |
| Real Brasília (Brasília)                | 1       | 2023                                                                               | 2    | 1999, 2008                                            |
| Cruzeiro do Sul (Cruzeiro)              | 1       | 1963                                                                               | 1    | 1967                                                  |
| Serviço Gráfico (Brasília)              | 1       | 1972                                                                               | 1    | 1971                                                  |
| CEUB (Brasília)                         | 1       | 1973                                                                               | 1    | 1972                                                  |
| Tiradentes (Ceilândia)                  | 1       | 1988                                                                               | 1    | 1992                                                  |
| CFZ de Brasília (Brasília)              | 1       | 2002                                                                               | 1    | 2004                                                  |
| Pederneiras (Brasília)                  | 1       | 1965                                                                               | 0    |                                                       |
| Coenge (Gama)                           | 1       | 1969                                                                               | 0    |                                                       |
| Planalto (Gama)                         | 0       |                                                                                    | 2    | 1959, 1960                                            |
| Capital-DF (Paranoá)                    | 0       |                                                                                    | 2    | 2024, 2025                                            |
| Dínamo (Brasília)                       | 0       |                                                                                    | 1    | 1964                                                  |
| Vila Matias (Taguatinga)                | 0       |                                                                                    | 1    | 1966                                                  |
| Civilsan (Brasília)                     | 0       |                                                                                    | 1    | 1970                                                  |
| Relações Exteriores (Brasília)          | 0       |                                                                                    | 1    | 1973                                                  |
| Jaguar (Núcleo Bandeirante)             | 0       |                                                                                    | 1    | 1974                                                  |
| CSU (Brasília)                          | 0       |                                                                                    | 1    | 1975                                                  |
| Botafogo-DF (Novo Gama)                 | 0       |                                                                                    | 1    | 2007                                                  |

### Por Localidade
| Localidade         | Campeão | Vice |
| ------------------ | ------- | ---- |
| Brasília           | 24      | 18   |
| Taguatinga         | 17      | 15   |
| Gama               | 15      | 9    |
| Ceilândia          | 4       | 6    |
| Núcleo Bandeirante | 3       | 6    |
| Sobradinho         | 3       | 3    |
| Luziânia-GO        | 2       | 2    |
| Guará              | 1       | 11   |
| Cruzeiro           | 1       | 1    |
| Paranoá            | 0       | 2    |

### Campeões consecutivos

#### Hexacampeonatos
- Brasiliense: 1 vez (2004-05-06-07-08-09)

Pentacampeonatos
- Gama: 1 vez (1997-98-99-00-01)

#### Tetracampeonatos
- Rabello: 1 vez (1964-65-66-67)

#### Tricampeonatos
- Brasília: 2 vezes (1976-77-78, 1982-83-84)
- Defelê: 1 vez (1960-61-62)
- Taguatinga: 1 vez (1991-92-93)

#### Bicampeonatos
- Gama: 2 vezes (1994-95, 2019-20)
- Sobradinho: 1 vez (1985-86)
- Brasiliense: 1 vez (2021-22)

## Artilheiros
| Artilheiros do Campeonato Brasiliense de Futebol | Artilheiros do Campeonato Brasiliense de Futebol | Artilheiros do Campeonato Brasiliense de Futebol | Artilheiros do Campeonato Brasiliense de Futebol |
| Ano                                              | Artilheiro                                       | Clube                                            | Gols                                             |
| ------------------------------------------------ | ------------------------------------------------ | ------------------------------------------------ | ------------------------------------------------ |
| 1970                                             | Arnaldo                                          | Civilsan (Brasília)                              | 8                                                |
| 1971                                             | —                                                | —                                                | —                                                |
| 1972                                             | —                                                | —                                                | —                                                |
| 1973                                             | Humberto                                         | Relações Exteriores (Brasília)                   | 12                                               |
| 1974                                             | Nemias                                           | Pioneira (Taguatinga)                            | 6                                                |
| 1975                                             | Lucas                                            | CEUB (Brasília)                                  | 11                                               |
| 1976                                             | Rogério                                          | Brasília (Brasília)                              | 9                                                |
| 1977                                             | Julinho                                          | Brasília (Brasília)                              | 15                                               |
| 1978                                             | Edmar                                            | Brasília (Brasília)                              | 9                                                |
| 1979                                             | Péricles                                         | Gama (Gama)                                      | 10                                               |
| 1980                                             | Fantato                                          | Gama (Gama)                                      | 23                                               |
| 1981                                             | Péricles                                         | Taguatinga (Taguatinga)                          | 9                                                |
| 1982                                             | Éder Antunes                                     | Guará (Guará)                                    | 9                                                |
| 1983                                             | Santos                                           | Brasília (Brasília)                              | 22                                               |
| 1984                                             | Vander                                           | Brasília (Brasília)                              | 12                                               |
| 1985                                             | Toni                                             | Sobradinho (Sobradinho)                          | 17                                               |
| 1986                                             | Joãozinho                                        | Taguatinga (Taguatinga)                          | 17                                               |
| 1987                                             | Bé                                               | Tiradentes (Ceilândia)                           | 18                                               |
| 1988                                             | Moura                                            | Tiradentes (Ceilândia)                           | 16                                               |
| 1989                                             | Moura                                            | Tiradentes (Ceilândia)                           | 14                                               |
| 1990                                             | Evandro                                          | Gama (Gama)                                      | 8                                                |
| 1991                                             | Paulinho                                         | Guará (Guará)                                    | 11                                               |
| 1991                                             | Vander                                           | Guará (Guará)                                    | 11                                               |
| 1992                                             | Joãozinho                                        | Taguatinga (Taguatinga)                          | 25                                               |
| 1993                                             | Gil                                              | Gama (Gama)                                      | 19                                               |
| 1994                                             | Anderson                                         | Gama (Gama)                                      | 18                                               |
| 1995                                             | Gil                                              | Planaltina (Planaltina)                          | 13                                               |
| 1996                                             | Dimba                                            | Sobradinho (Sobradinho)                          | 22                                               |
| 1997                                             | Mazinho                                          | Brasília (Brasília)                              | 12                                               |
| 1997                                             | Serginho                                         | Brasília (Brasília)                              | 12                                               |
| 1998                                             | Marquinhos Silva                                 | Ceilândia (Ceilândia)                            | 14                                               |
| 1999                                             | Joãozinho                                        | Brazlândia (Brazlândia)                          | 17                                               |
| 2000                                             | Jakson                                           | Bandeirante-DF (Núcleo Bandeirante)              | 9                                                |
| 2000                                             | Allyson                                          | Brasília (Brasília)                              | 9                                                |
| 2001                                             | Weldon                                           | Brasiliense (Taguatinga)                         | 13                                               |
| 2002                                             | Tiano                                            | CFZ de Brasília(Brasília)                        | 21                                               |
| 2003                                             | Cassius                                          | CFZ de Brasília (Brasília)                       | 13                                               |
| 2004                                             | Bispo                                            | CFZ de Brasília (Brasília)                       | 12                                               |
| 2005                                             | Fabinho                                          | Ceilândia (Ceilândia)                            | 14                                               |
| 2006                                             | Jonhes                                           | Ceilândia (Ceilândia)                            | 9                                                |
| 2007                                             | Thiago                                           | Dom Pedro II (Brasília)                          | 10                                               |
| 2008                                             | Michel                                           | Dom Pedro II (Brasília)                          | 9                                                |
| 2009                                             | Fábio Júnior                                     | Brasiliense (Taguatinga)                         | 8                                                |
| 2010                                             | Vanderlei                                        | Brasiliense (Taguatinga)                         | 11                                               |
| 2011                                             | Rômulo Marques                                   | Brasiliense (Taguatinga)                         | 8                                                |
| 2011                                             | Fábio Silva                                      | Gama (Gama)                                      | 8                                                |
| 2012                                             | Paulo Renê                                       | Gama (Gama)                                      | 15                                               |
| 2013                                             | Laércio                                          | Sobradinho (Sobradinho)                          | 11                                               |
| 2014                                             | Éder                                             | Bosque Formosa (Formosa-GO)                      | 9                                                |
| 2015                                             | Thiago Miracema                                  | Gama (Gama)                                      | 6                                                |
| 2015                                             | Héverton                                         | Brasília (Brasília)                              | 6                                                |
| 2015                                             | Luiz Carlos                                      | Brasiliense (Taguatinga)                         | 6                                                |
| 2015                                             | Éder                                             | Luziânia (Luziânia-GO)                           | 6                                                |
| 2016                                             | Aldo                                             | Luziânia (Luziânia-GO)                           | 6                                                |
| 2016                                             | Rafael Grampola                                  | Gama (Gama)                                      | 6                                                |
| 2017                                             | Romarinho                                        | Ceilândia (Ceilândia)                            | 13                                               |
| 2018                                             | Michel Platini                                   | Sobradinho (Sobradinho)                          | 11                                               |
| 2019                                             | Jessuí                                           | Bosque Formosa (Formosa-GO))                     | 8                                                |
| 2020                                             | Nunes                                            | Gama (Gama)                                      | 11                                               |
| 2021                                             | Zé Love                                          | Brasiliense (Taguatinga)                         | 11                                               |
| 2022                                             | Marcão                                           | Brasiliense (Taguatinga)                         | 9                                                |
| 2023                                             | Yuri Mamute                                      | Brasiliense (Taguatinga)                         | 8                                                |
| 2024                                             | Romarinho                                        | Ceilândia (Ceilândia)                            | 9                                                |
| 2025                                             | Matheuzinho                                      | Capital-DF (Paranoá)                             | 5                                                |
| 2025                                             | Pipico                                           | Sobradinho (Sobradinho)                          | 5                                                |
| 2025                                             | Vitor Xavier                                     | Samambaia (Samambaia)                            | 5                                                |

## Ranking de Torcidas
Para medir as torcidas do Distrito Federal, a Companhia de Planejamento do Distrito Federal (Codeplan)  realizou uma pesquisa no mês de dezembro de 2014 no âmbito da Pesquisa Distrital por Amostra de Domicílios do Distrito Federal. A pesquisa contou com uma amostra de 24.892 domicílios em todas as 31 regiões administrativas do Distrito Federal. De acordo com o levantamento, apenas 5,9% da população do Distrito Federal torce para uma equipe local Dois clubes, Brasiliense e Gama, mobilizam nada menos que 73,2% da torcida dos clubes locais, aparecendo o Gama em primeiro lugar, com 45,0% das preferências e o Brasiliense com 28,2%.
As torcidas locais, no entanto, são pequenas se comparadas às torcidas de times de fora. O Gama, maior torcida local, é apenas a 6ª torcida no cômputo geral, abaixo de Flamengo, Vasco, Corinthians, São Paulo e Palmeiras. O Flamengo é a maior torcida com mais da metade dos torcedores.